# Cartogramme

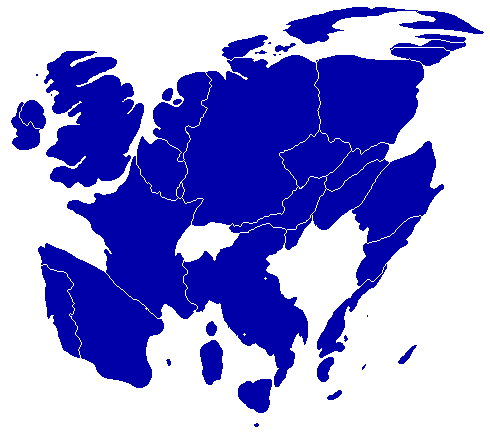
Cartogramme de surface représentant la répartition de la population dans les états membres de l'UE (mars 2008).

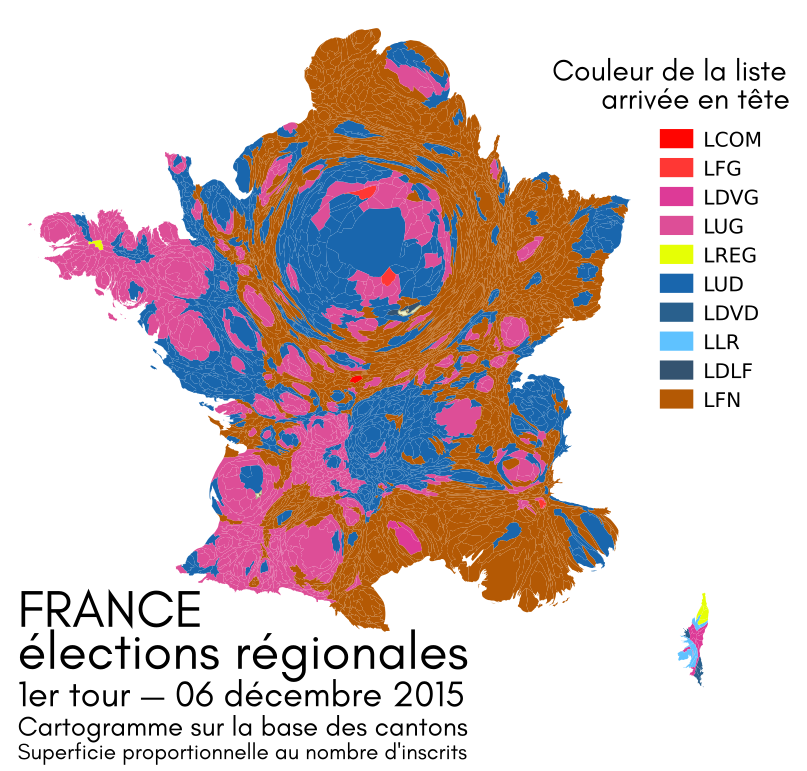
Cartogramme des listes en tête au premier tour par canton des élections régionales françaises de 2015.

Un cartogramme est une carte pour laquelle une variable thématique, comme la population ou le PIB, remplace la surface des territoires représentés. La géométrie de l'espace de la carte est déformée afin de se conformer aux informations relatives à la variable représentée. Il s'agit de l'une des anamorphoses (déformation d'image) employées en cartographie. Il existe principalement deux types de cartogrammes : cartogrammes de surface et cartogrammes de distance.

## Cartogramme de surface
On appelle parfois un cartogramme de surface une carte à valeur-par-surface, ou carte « isodémographique » dans le cas de cartogramme de population. Celui-ci représente la taille des différents pays du monde (ou régions/territoires d'un même pays) en dimensionnant la surface de chaque pays proportionnellement à sa population. La forme et la position relative de chaque pays est conservée dans la mesure du possible, mais des déformations, ou distorsions, plus ou moins importantes, apparaissent inévitablement.

## Cartogramme de distance
Parfois désigné par cartogramme à point central, ce type de cartogramme est généralement utilisé afin de représenter des temps de trajet relatifs et des directions dans un réseau (transport, communication, informatique, etc.).

## Histoire

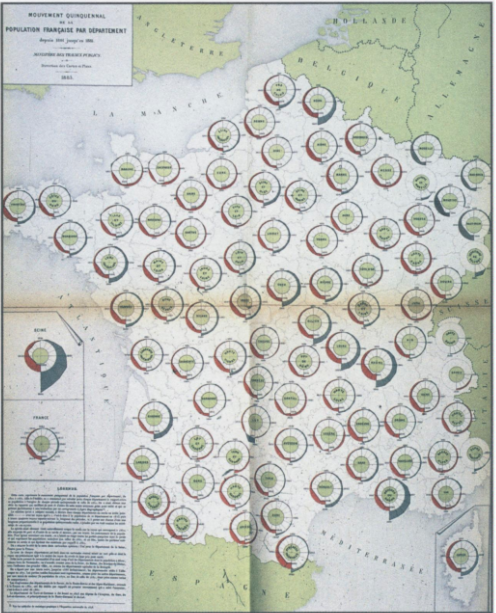
Mouvement quinquennal de la population par département depuis 1801 jusqu'en 1881. Dans la terminologie d'Émile Cheysson, il s'agit d'un « cartogramme à foyers diagraphique »

À la fin du XIXe siècle, Émile Cheysson définit le cartogramme par opposition au diagramme. Pour lui, les diagrammes permettent de montrer l'évolution d'un fait dans le temps alors que les cartogrammes permettent de montrer l'évolution d'un fait dans l'espace. Cheysson définit le « cartogramme à bandes » où « le fait est exprimé par une bande de largeur proportionnelle à son intensité le long du tracé de la voie qui lui sert de théâtre », le « cartogramme à teintes dégradées », dont « les divisions géographiques sont recouvertes de teintes dégradées en fonction de l'intensité statistique du fait représenté » et le « cartogramme à foyers diagraphique » qui « une série de diagrammes construits à l'emplacement du chef-lieu de la circonscription qu'embrasse le fait considéré »,.
L'un des premiers cartographes à développer et appliquer des méthodes informatiques de génération de cartogrammes est Waldo Tobler de l'Université de Santa Barbara, à partir des années 1960. Précédemment, les cartogrammes étaient conçus à la main ; les premiers cartogrammes connus datent du XIXe siècle.